# Farol das Formigas
Der Farol das Formigas ist ein Leuchtturm auf einer der kleinen unbewohnten Inseln der Formigas und liegt im Osten der Azoren zwischen den Inseln São Miguel und Santa Maria.

## Geschichte
Die nur wenige Meter aus dem Wasser ragenden Inseln der Formigas und die drei Kilometer südöstlich gelegene Dollabarat-Untiefe gelten seit jeher als gefährliches Seegebiet für die Schifffahrt. Insbesondere nachts sind sie schwer auszumachen und bei Sturm selbst die Radarreflektionen im Wellengang kaum zu erkennen. Zur Sicherung der Schifffahrt war bereits 1883 geplant, dort einen Leuchtturm zu errichten.
Aufgrund der Unzugänglichkeit der abgelegenen Inseln wurde das Projekt immer wieder verschoben und erst 1948 realisiert. Ausgewählt für die Errichtung des Leuchtturmes wurde die südlichste Insel der Gruppe. Zunächst wurden Unterwasserfelsen beseitigt und ein kleiner Kai angelegt, um den Zugang zu ermöglichen. Die Arbeiten begannen am 10. Juni 1948 und wurden trotz wetterbedingter Unterbrechungen nach 36 Arbeitstagen abgeschlossen. Der Leuchtturm wurde mehrfach modernisiert, so 1962 durch die Besatzung des Leuchtturmtenders NRP Almirante Schultz, 1988 erfolgte die Installation eines fernbedienten Überwachungssystems und 2004 der Austausch der optischen Geräte.

## Beschreibung
Der Leuchtturm befindet sich drei Meter über dem Meeresspiegel. Er ist ein gemauerter runder Turm in kegelförmiger Gestalt mit Empore sowie darüber angeordneter Laterne ohne Nebengebäude. Die Höhe des Bauwerks beträgt 19 Meter, das Leuchtfeuer befindet sich in einer Höhe von 22 Metern und wurde vor der Umstellung auf Photovoltaik zunächst mit Acetylen betrieben. Das Gebäude ist weiß gestrichen, die Laterne rot lackiert. Der Turm ist nicht zugänglich. An stürmischen Tagen fegen die Wellen über die ganze Insel und nur der Leuchtturm ragt aus dem Wasser und der Gischt.
Das Leuchtfeuer ist unter der internationalen Nummer D-2638 registriert. Die Kennung besteht aus einem weißen Licht, das alle 12 Sekunden zweimal aufleuchtet. Die Tragweite beträgt rund 12 Seemeilen (ca. 22 Kilometer) und ist von dem südöstlichen Teil der Insel São Miguel und der Nordosten der Insel Santa Maria zu sehen. Die Wartung des Leuchtfeuers wird in der Regel jährlich im Juni/Juli durch Leuchtturmwärter aus Ponta Delgada durchgeführt.

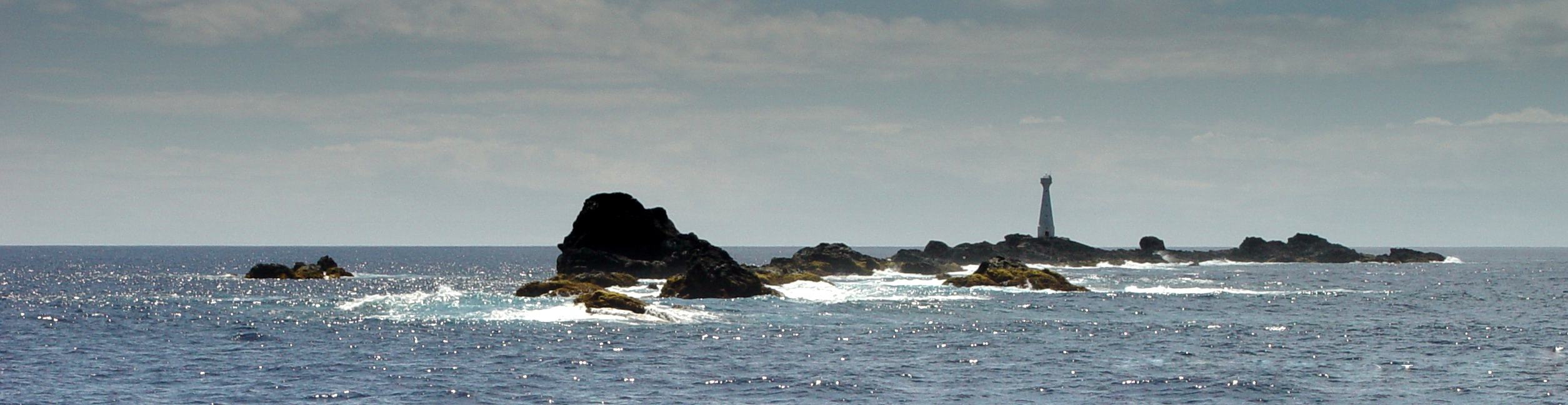
Ansicht der Formigas (2010)